# Православие в Канаде

## История
Первое православное богослужение на территории Канады прошло в 1897 году под открытым небом. Первый храм был открыт в 1898 году. В 1916 году территория Канады была выделена в отдельное викариатство Северо-Американской епархии Русской Православной церкви.

## Современное состояние
Православное христианство исповедует 1,4% — 2,9 %
населения Канады. В стране действует несколько юрисдикций:

### Константинопольская православная церковь
- Греческая православная митрополия Торонто
- Украинская православная церковь Канады
- Албанская православная епархия в Америке
- Американская карпаторосская православная епархия

### Антиохийская православная церковь
- Антиохийская православная архиепископия Северной Америки
  - епархия Оттавы
  - епархия Вичиты
  - епархия Толедо

### Русская православная церковь
- Патриаршие приходы в Канаде
- Монреальская и Канадская епархия РПЦЗ

### Грузинская православная церковь
- Северо-Американская и Канадская епархия

### Сербская православная церковь
- Канадская епархия

### Румынская православная церковь
- Митрополия двух Америк
  - Канадская епархия (Румынская православная церковь)

### Болгарская православная церковь
- Болгарская православная епархия в США, Канаде и Австралии

### Православная церковь в Америке
- Архиепархия Канады
- Болгарская епископия
- Румынская епископия

## Постоянная конференция канонических православных епископов Канады
Постоянная конференция канонических православных епископов Америки была учреждена в 2010 году, с участием архиереев США, Канады и Центральной Америки. В 2014 году была образована отдельная конференция для архиереев Канады.